# バラシクロビル
バラシクロビル (Valaciclovir) は、ヘルペスウイルス感染症治療薬（抗ウイルス薬）の1種である。グラクソ・スミスクラインから商品名バルトレックスが販売されている。

## 薬理
バラシクロビルは、アシクロビル（商品名ゾビラックス等）のプロドラッグである。
バラシクロビルはアミノ酸の1種であるバリンのカルボキシ基に、アシクロビルがエステル結合した形状をしている。小腸のペプチドトランスポーターであるPEPT1により吸収された後、肝臓でエステラーゼによってバリンと抗ウイルス作用を持つアシクロビルとに加水分解されて薬効を発揮する。したがって前提条件として肝不全状態でないことが求められる。
バリンとの結合によって体内への吸収率が高まることにより、経口アシクロビルより生体利用率が高くなっている。

## 効能
1型および2型単純ヘルペスウイルスおよび水痘・帯状疱疹ウイルスに対して活性を有する。口唇ヘルペスや性器ヘルペスに代表される単純疱疹、あるいは帯状疱疹の発症時の他、再発を繰り返す性器ヘルペス患者に対して、症状の再発をあらかじめ抑制するための投与法の他、水痘に対しても承認されている。

## 副作用
間質性腎炎（尿細管間質性腎炎）、痙攣・てんかん、急性膵炎(薬剤性膵炎）、アナフィラキシー、薬物性肝障害、間質性肺炎、播種性血管内凝固、血小板減少症、無顆粒球症（顆粒球減少症、好中球減少症）、急性腎障害（急性尿細管壊死）、中毒性表皮壊死融解症（中毒性表皮壊死症）、スティーヴンス・ジョンソン症候群、薬剤性脳症。